# Embassament de Benaixeve

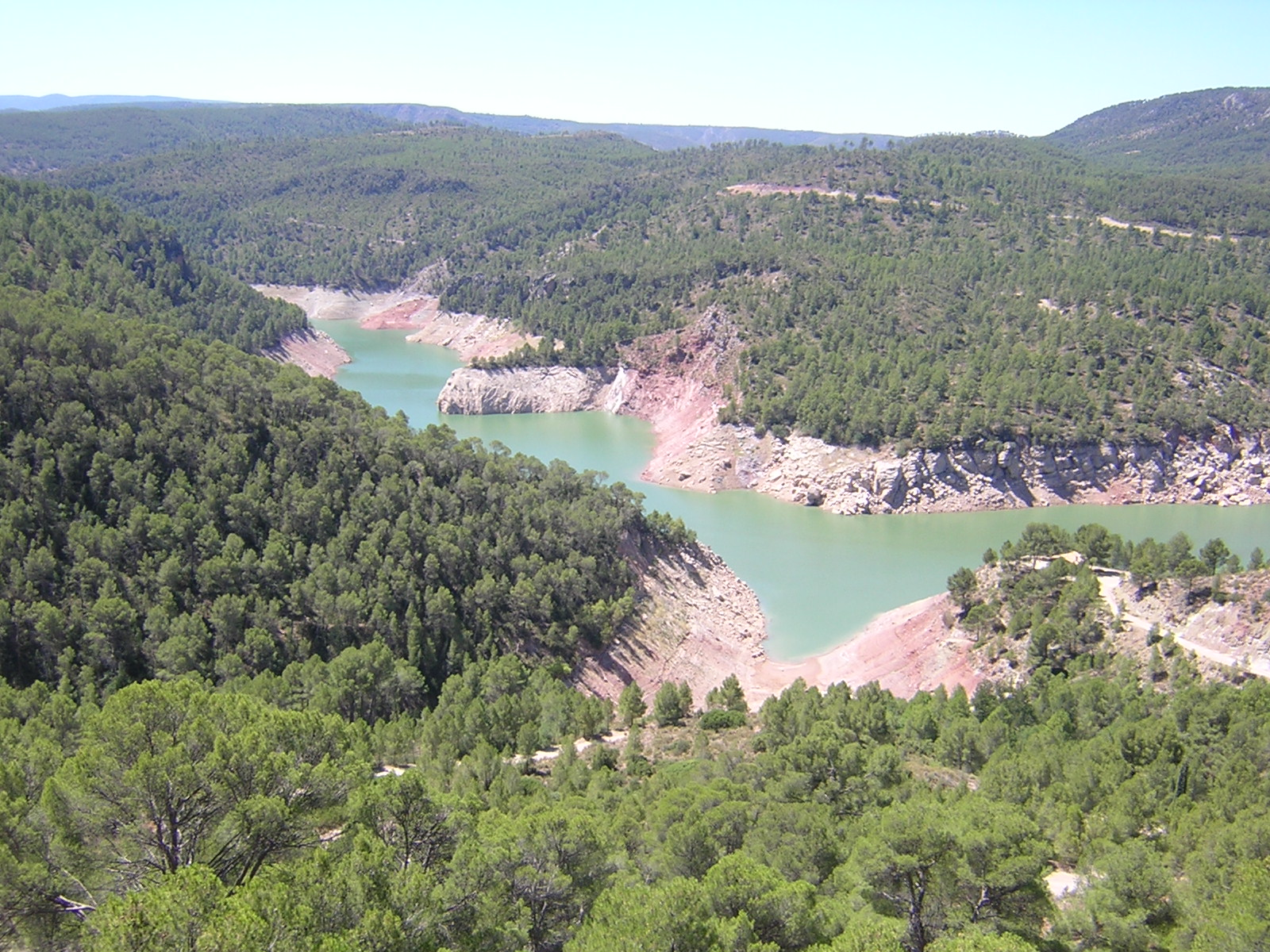
Vista parcial de l'Embassament de Benaixeve

L'Embassament de Benaixeve se situa al municipi del mateix nom, a la comarca dels Serrans del País Valencià. Pertany a la Confederació Hidrogràfica del Xúquer.
Durant la Segona República fou batejat com «embalse de Blasco Ibáñez». Les obres foren inaugurades en 1933 per Niceto Alcalá-Zamora, Manuel Azaña Díaz i Indalecio Prieto Tuero, però es paralitzaren durant la guerra. En 1940, es varen reprendre els treballs mitjançant l'establiment del Destacament Penitenciari de Benaixeve, el qual donava l'oportunitat als presos republicans de redimir les seues sentències. La construcció acabà l'any 1955 amb el nom «embalse del Generalísimo». Es va construir en la llera del riu Túria sobre 722 ha, amb una capacitat màxima de 228 hm³. Té una presa de gravetat. La seua construcció comportà la desaparició de l'antic poblat, els habitants del qual varen traslladar les seues cases a nous nuclis com els de Sant Antoni de Benaixeve, Sant Isidre de Benaixeve (a Montcada) o un nou Benaixeve prop de l'antic.